# Elizabeta Korvin
Elizabeta Korvin ali Elizabeta Hunyadi  je bila ogrska princesa in zadnja članica ogrske kraljeve rodbine Hunyadi, * 21. december 1496, Gyula, Ogrsko kraljestvo, † 1508.

## Življenje
Elizabetin oče je bil Ivan Korvin, nezakonski sin ogrskega kralja Matije Korvina. Mati Beatrica je bila iz ugledne hrvaške plemiške družine Frankopan. Brat Krištof je bil zadnji moški potomec rodbine Hunyadi, ki je umrl star šest let. Po njegovi smrti se je govorilo, da so ga zastrupili. Po očetovi smrti leta 1504 sta z bratom živela pri materinih sorodnikih. Elizabeta je že v otroštvu umrla in rodbina Hunyadi je izumrla.

## Vir
- Gyula Schönherr. Hunyadi Corvin János (János Corvinus Hunyadi). Franklin-Társulat, Budimpešta, 1894.